# Фінал Кубка володарів кубків 1996
Фінал Кубка володарів кубків 1996 — футбольний матч для визначення володаря Кубка володарів кубків УЄФА сезону 1995/96, 36-й фінал змагання між володарями національних кубків країн Європи. 
Матч відбувся 8 травня 1996 року у бельгійському Брюсселі за участю володаря Кубка Австрії 1994/95 «Рапіда» та володаря Кубка Франції 1994/95 «Парі Сен-Жермен». Гра завершилася перемогою парижан з рахунком 1-0, які здобули свій перший титул володарів Кубка володарів кубків.

## Шлях до фіналу
| ПСЖ                    | ПСЖ       | ПСЖ             | ПСЖ             | 1995/96      | Рапід              | Рапід     | Рапід           | Рапід           |
| ---------------------- | --------- | --------------- | --------------- | ------------ | ------------------ | --------- | --------------- | --------------- |
| Суперник               | Результат | Перший матч     | Повторний матч  | Раунд        | Суперник           | Результат | Перший матч     | Повторний матч  |
| Молде                  | 6–2       | 3–2 (на виїзді) | 3–0 (вдома)     | Перший раунд | Петролул           | 3–1       | 3–1 (вдома)     | 0–0 (на виїзді) |
| Селтік                 | 4–0       | 1–0 (вдома)     | 3–0 (на виїзді) | Другий раунд | Спортінг (Лісабон) | 4–2       | 0–2 (на виїзді) | 4–0 дч (вдома)  |
| Парма                  | 3–2       | 0–1 (на виїзді) | 3–1 (вдома)     | 1/4 фіналу   | Динамо (Москва)    | 4–0       | 1–0 (на виїзді) | 3–0 (вдома)     |
| Депортіво (Ла-Корунья) | 2–0       | 1–0 (на виїзді) | 1–0 (вдома)     | 1/2 фіналу   | Феєнорд            | 4–1       | 1–1 (на виїзді) | 3–0 (вдома)     |

## Деталі
| 8 травня 1996 |

| «Парі Сен-Жермен» | 1:0      | «Рапід» |
| ----------------- | -------- | ------- |
| Н’Готті 28'       | Протокол |         |

| Стадіон імені короля Бодуена, Брюссель Глядачів: 37 000 Арбітр: П'єрлуїджі Пайретто |

| ПСЖ | Рапід |

| В                |  | Бернар Лама (к)    |     |     |
| З                |  | Патрік Коллетер    |     |     |
| З                |  | Брюно Н’Готті      | 71' |     |
| З                |  | Ален Рош           |     |     |
| ПЗ               |  | Поль Ле Гуен       |     |     |
| ПЗ               |  | Юрій Джоркаєфф     |     |     |
| ПЗ               |  | Даніель Браво      |     |     |
| ПЗ               |  | Венсан Герен       |     |     |
| ПЗ               |  | Лоран Фурньє       | 56' | 78' |
| ПЗ               |  | Раї                |     | 12' |
| Н                |  | Патріс Локо        |     |     |
| Запасні:         |  |                    |     |     |
| В                |  | Рішар Дютруель     |     |     |
| З                |  | Омар Дьєнг         |     |     |
| З                |  | Франсіс Лясер      |     | 78' |
| Н                |  | Паскаль Нума       |     |     |
| Н                |  | Хуліо Делі Вальдес |     | 12' |
| Головний тренер: |  |                    |     |     |
| Луїс Фернандес   |  |                    |     |     |

| В                |  | Міхаель Конзель (к) |     |     |
| З                |  | Міхаель Гац         | 55' |     |
| З                |  | Трифон Іванов       |     |     |
| З                |  | Петер Шеттель       | 37' |     |
| ПЗ               |  | Андреас Гераф       | 64' |     |
| ПЗ               |  | Петер Штегер        | 85' |     |
| ПЗ               |  | Петер Гуггі         |     |     |
| ПЗ               |  | Дітмар Кюбауер      |     |     |
| ПЗ               |  | Штефан Марашек      |     |     |
| Н                |  | Крістіан Штумпф     |     | 46' |
| Н                |  | Карстен Янкер       | 34' |     |
| Запасні:         |  |                     |     |     |
| В                |  | Раймунд Гедль       |     |     |
| З                |  | Рене Галлер         |     |     |
| З                |  | Зоран Баришич       |     | 46' |
| ПЗ               |  | Олівер Ледерер      |     |     |
| ПЗ               |  | Сергій Мандреко     |     |     |
| Головний тренер: |  |                     |     |     |
| Ернст Докупіль   |  |                     |     |     |